# Nikita Wassiljewitsch Piwzakin
Nikita Wassiljewitsch Piwzakin (russisch Никита Васильевич Пивцакин; * 23. Juli 1991 in Omsk, Russische SFSR) ist ein russischer Eishockeyspieler, der seit Juni 2018 erneut beim HK Awangard Omsk in der Kontinentalen Hockey-Liga unter Vertrag steht.

## Karriere

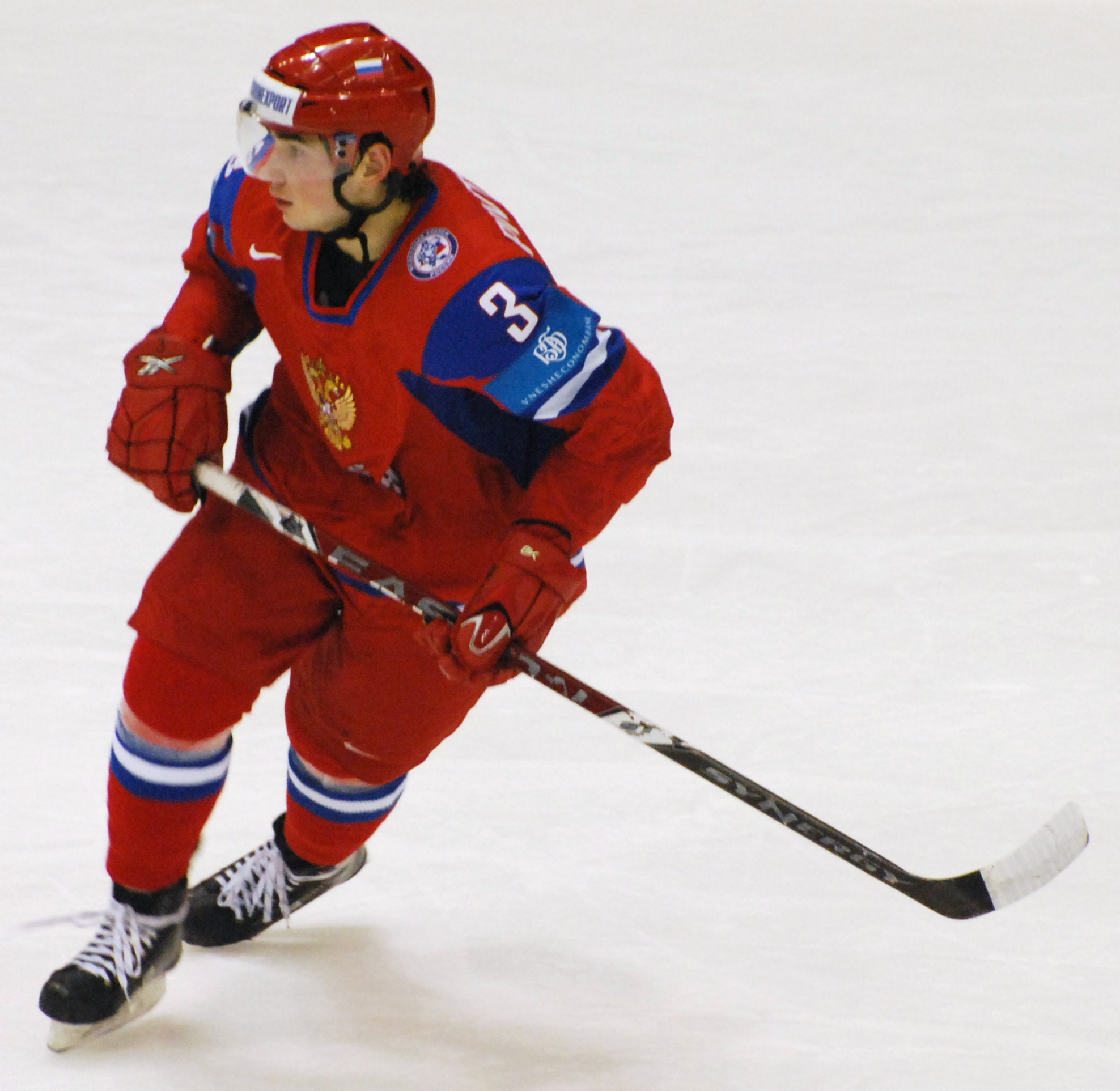
Piwazkin im Trikot der russischen Nationalmannschaft

Nikita Piwzakin begann seine Karriere als Eishockeyspieler in der Nachwuchsabteilung des HK Awangard Omsk, für dessen Profimannschaft er in der Saison 2009/10 sein Debüt in der Kontinentalen Hockey-Liga gab. In seinem Rookiejahr blieb er in 19 Spielen punktlos und erhielt zwei Strafminuten. Parallel spielte er für das Juniorenteam des HK Awangard Omsk in der Nachwuchsliga MHL. Ab der Saison 2010/11 gehörte der Verteidiger zum Stammkader des HK Awangard, ehe er im Spätsommer 2015 versuchte, in Nordamerika Fuß zu fassen. Als dieses Unterfangen nicht von Erfolg gekrönt war, entschied er sich für eine Rückkehr nach Russland und wurde im November 2015 vom HK ZSKA Moskau verpflichtet. 
Im September 2017 wechselte Piwazkin innerhalb der KHL zum HK Metallurg Magnitogorsk, ehe er im Tausch gegen Rafael Warfolomejew zu seinem Heimatverein Awangard Omsk zurückkehrte.

### International
Für Russland nahm Piwzakin an der U18-Junioren-Weltmeisterschaft 2009 sowie den U20-Junioren-Weltmeisterschaften 2010 und 2011 teil. Bei der U18-WM 2009 gewann er mit seiner Mannschaft die Silber-, bei der U20-WM 2011 die Goldmedaille.

## Erfolge und Auszeichnungen
- 2009 Silbermedaille bei der U18-Junioren-Weltmeisterschaft
- 2011 Goldmedaille bei der U20-Junioren-Weltmeisterschaft

## Statistik
(Stand: Ende der Saison 2018/19)